# William Jackson Pope
Sir William Jackson Pope (* 31. Oktober 1870 in London; † 17. Oktober 1939) war ein britischer Chemiker.

## Leben
Nach dem Schulbesuch studierte Pope am Finsbury Technical College sowie am Central Technical College in South Kensington, wo er Mitarbeiter von Henry Edward Armstrong war. 1897 erfolgte seine Berufung zum Leiter der Abteilung für Chemie am Goldsmiths’ Technical and Recreative Institute, ehe er 1901 zur Municipal School of Technology in Manchester wechselte.
Im Alter von 38 Jahren nahm er 1908 den Ruf auf eine Professur für organische Chemie an der University of Cambridge an. Während seiner dortigen Tätigkeit arbeitete und forschte er in vielen Bereichen wie Senfgas, Campher, Metallorganische Chemie und Photosensibilisatoren. Am bekanntesten wurde er jedoch wegen seiner Arbeiten zur optischen Aktivität.

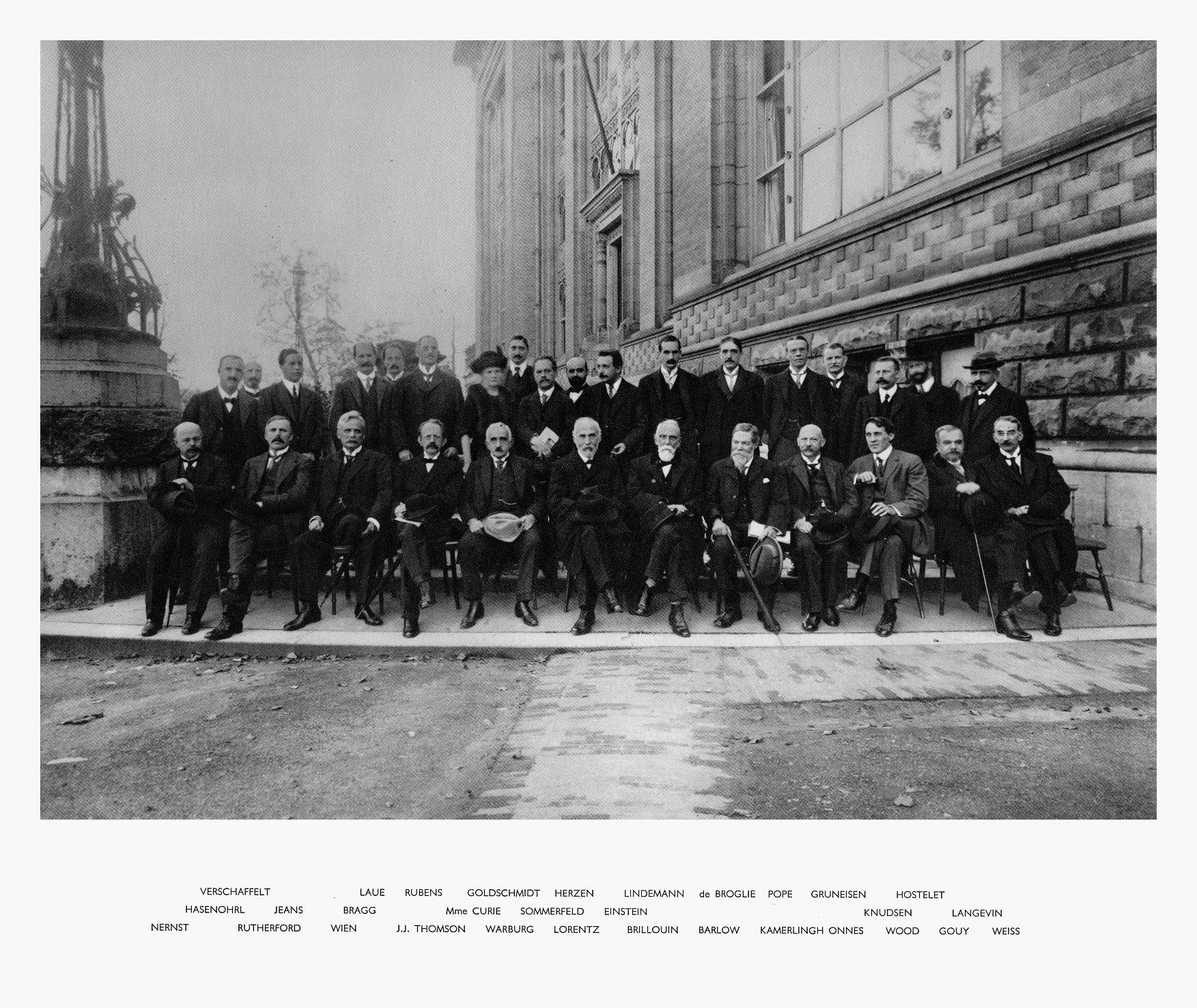
Die Teilnehmer der 2. Solvay-Konferenz 1913 (William Jackson Pope, hintere Reihe, 3. von rechts)

Nachdem er bereits 1899 die Synthese und Auflösung von enantiomere Stickstoffverbindungen beschrieben hatte, wiederholte er diese Versuche an der University of Cambridge mit Schwefel und Selen. 1913 gehörte er zu den Teilnehmern der 2. Solvay-Konferenz zum Thema „Die Struktur der Materie“. 1914 wurde ihm wegen seiner wichtigen Beiträge zur strukturellen und organischen Chemie mit der Davy-Medaille der Royal Society, deren Mitglied (Fellow) er seit 1902 war, die höchste britische Auszeichnung für Wissenschaftler auf dem Gebiet der Chemie verliehen.
1919 wurde er zum Knight Bachelor geschlagen und führte fortan das Adelsprädikat „Sir“. 1920 wurde er assoziiertes Mitglied der Académie royale des Sciences, des Lettres et des Beaux-Arts de Belgique und 1924 korrespondierendes Mitglied der Académie des sciences.
Für seine wissenschaftlichen Arbeiten wurde ihm darüber hinaus die Mitgliedschaft (Freedom and Livery) der Worshipful Company of Goldsmiths verliehen, einem der traditionsreichen, englischen Wirtschaftsverbände innerhalb der City of London, und war zwischen 1928 und 1929 deren Erster Aufseher (Prime Warden).

## Quelle
- Chambers Biographical Dictionary, S. 1221, Edinburgh 2002, ISBN 0-550-10051-2